# Safia Djelal
Safia Djelal, née le 4 mars 1983 à Batna, est une athlète handisport algérienne.

## Biographie

### Carrière
Elle se lance dans l'athlétisme handisport en 1998 et fait ses débuts internationaux en 2002.
Elle est médaillée d'or aux Mondiaux de 2002 en lancer du javelot F57/58
Elle remporte la médaille d'or aux Jeux paralympiques d'été de 2004 en lancer du javelot F56-58 ; elle est 7e du concours de lancer du poids F56-58 et 13e en lancer du disque F56-58 lors de ces Jeux.
Médaillée d'or en lancer du javelot F56-58 et médaillée d'argent en lancer du poids F58 aux Mondiaux 2006, elle participe aux Jeux paralympiques d'été de 2008, terminant 5e en lancer du javelot F56-58 et 9e en lancer du poids F57-58.
Elle remporte une médaille d'argent en lancer du javelot F57-58 aux Mondiaux de 2011 et aux Jeux paralympiques d'été de 2012 ; elle est également 4e du lancer du poids F57-58 lors de ces Jeux.
Elle obtient l'or du lancer du javelot F57-58 aux Mondiaux de 2013, le bronze du lancer du poids F57 aux Mondiaux de 2017 et termine 4e du concours de lancer du disque aux Jeux paralympiques d'été de 2016.
Elle est très admirée depuis qu’elle a battu un record du monde avec 11,29 m aux Mondiaux de Kobe 2024.
Elle a gagné la médaille d’or au lancer du poids assis (F57) aux Jeux paralympiques de Paris 2024, grâce à un lancer de 11,56 m, battant le record paralympique. 